# Gyömrő
Gyömrő is een plaats (város) en gemeente in het Hongaarse comitaat Pest. Gyömrő telt 14 959 inwoners (2007). Met de oppervlakte van 26,51 vierkante kilometer, is het een van de grootste steden in Hongarije.